# Fatma Omar
Pour les articles homonymes, voir Omar.
Fatma Omar (en arabe : فاطمة عمر), née le 17 octobre 1973 au Caire, est une haltérophile handisport égyptienne concourant en -67 kg. Elle détient quatre titres mondiaux (1998, 2002, 2006, 2014) et quatre titres paralympiques (2000, 2004, 2008, 2012).

## Carrière
Elle est victime de la poliomyélite à l'âge de un an.
En mai 2014, elle est suspendue 2 ans et reçoit une amende de 1 500 € après un contrôle positif de ses urines au clomifène. Un an plus tard, sa sentence est réduite à un an de suspension.
Fatma Omar remporte le titre paralympique sur quatre éditions des Jeux (2000, 2004, 2008, 2012) avant de remporter l'argent lors des deux éditions suivantes (2016, 2020). Elle la première athlète égyptienne a rafler quatre titres aux Jeux paralympiques et l'athlète égyptienne la plus médaillée avec six médailles au total.